# Jacinda Ardern
Jacinda Kate Laurell Ardern (sinh ngày 26 tháng 7 năm 1980) là một nữ chính trị gia và là Thủ tướng New Zealand. Bà là Chủ tịch của Đảng Lao động New Zealand từ ngày 01 tháng 8 năm 2017. Dưới sự lãnh đạo của bà, Đảng Lao động giành chiến thắng lần đầu tiên trước Đảng Quốc gia lần đầu tiên trong mười hai năm.Trong cuộc tổng tuyển cử diễn ra vào ngày 23 tháng 9 năm 2017,Đảng Lao động New Zealand đã giành 46 ghế đứng sau Đảng Quốc gia của Bill English giành được 56 ghế.Tuy nhiên, không có Đảng nào giành đủ quá bán số ghế để thành lập chính phủ mới.Được sự ủng hộ của Đảng New Zealand First và Đảng Xanh, chính phủ liên minh của bà Ardern sẽ nắm tổng cộng 63 ghế trong số 120 ghế quốc hội, đồng nghĩa với bà sẽ là một trong nữ thủ tướng trẻ nhất trong lịch sử New Zealand.
Vào ngày 19 tháng 1 năm 2023, Ardern tuyên bố bà sẽ từ chức chức vụ lãnh đạo Đảng Lao động và thủ tướng trước ngày 7 tháng 2, mở đường cho Đảng Lao động New Zealand bầu  một vị lãnh đạo Đảng mới và người kế nhiệm chức thủ tướng, được tổ chức vào ngày 22 tháng 1.

## Tiểu sử
Sinh ra ở Hamilton nhưng Ardern lớn lên ở Mururupa, một thị trấn nhỏ thuộc vùng Baie de l'Abondance và sau đó là ở Morrinsville. Bà từng tốt nghiệp bằng Truyền thông từ Đại học Waikato. Bà tham gia Công đảng New Zealand từ năm 17 tuổi, Ardern từng làm việc cho cựu lãnh đạo Đảng Lao động Phil Goff cũng như làm việc tại Anh ở Văn phòng Nội các cũng như Ban quản lý xí nghiệp và doanh nghiệp. Bà đã từng làm việc cho nữ cựu thủ tướng Helen Clark. Ngoài ra, Ardern cũng từng là chủ tịch Liên hiệp quốc tế các tổ chức thanh niên xã hội, tổ chức quản lý hơn 150 phong trào tiến bộ của giới trẻ trên toàn cầu. Năm 2008, ở tuổi 28, Ardern được bầu vào Quốc hội và trở thành thành viên trẻ nhất của quốc hội khi đó.